# Katherine Ramdeen
Katherine Ramdeen est une actrice canadienne.

## Biographie
Elle est née à Edmonton en Alberta. Elle a étudié la psychologie à l'université de l'Alberta. Elle étudie le théâtre au 'Studio 58' à Vancouver.

## Filmographie
- 2012 : The Secret
- 2013 : Bei Jing yu shang Xi Ya Tu
- 2014 : Almost Human
- 2014 : Babyshower
- 2014 : Supernatural
- 2014 : April
- 2014 : Motive
- 2014 : The Super Alliance
- 2015 : Ancient Lights